# Metoda elektrooporowa
Metoda elektrooporowa (geoelektryczna) w geologii i geofizyce – metoda wykorzystująca zjawisko różnego przewodnictwa prądu elektrycznego gruntu w zależności od jego składu i struktury. Wykorzystywana jest w rozpoznaniu budowy geologicznej, np. przy rozpoznawaniu struktur wodonośnych, złóż kruszywa i metali itp.
Metoda elektrooporowa znajduje zastosowanie w badaniach hydrogeologicznych i geologiczno-inżynierskich. Stosowana jest w poszukiwaniu wody i badaniu rozchodzenia się zanieczyszczeń. Skały nasiąknięte wodą wykazują mniejszą oporność niż skały suche, również woda zanieczyszczona np. przez pobliskie wysypisko śmieci posiada mniejszą oporność niż woda czysta.

## Podstawy metody

### Prawo Ohma

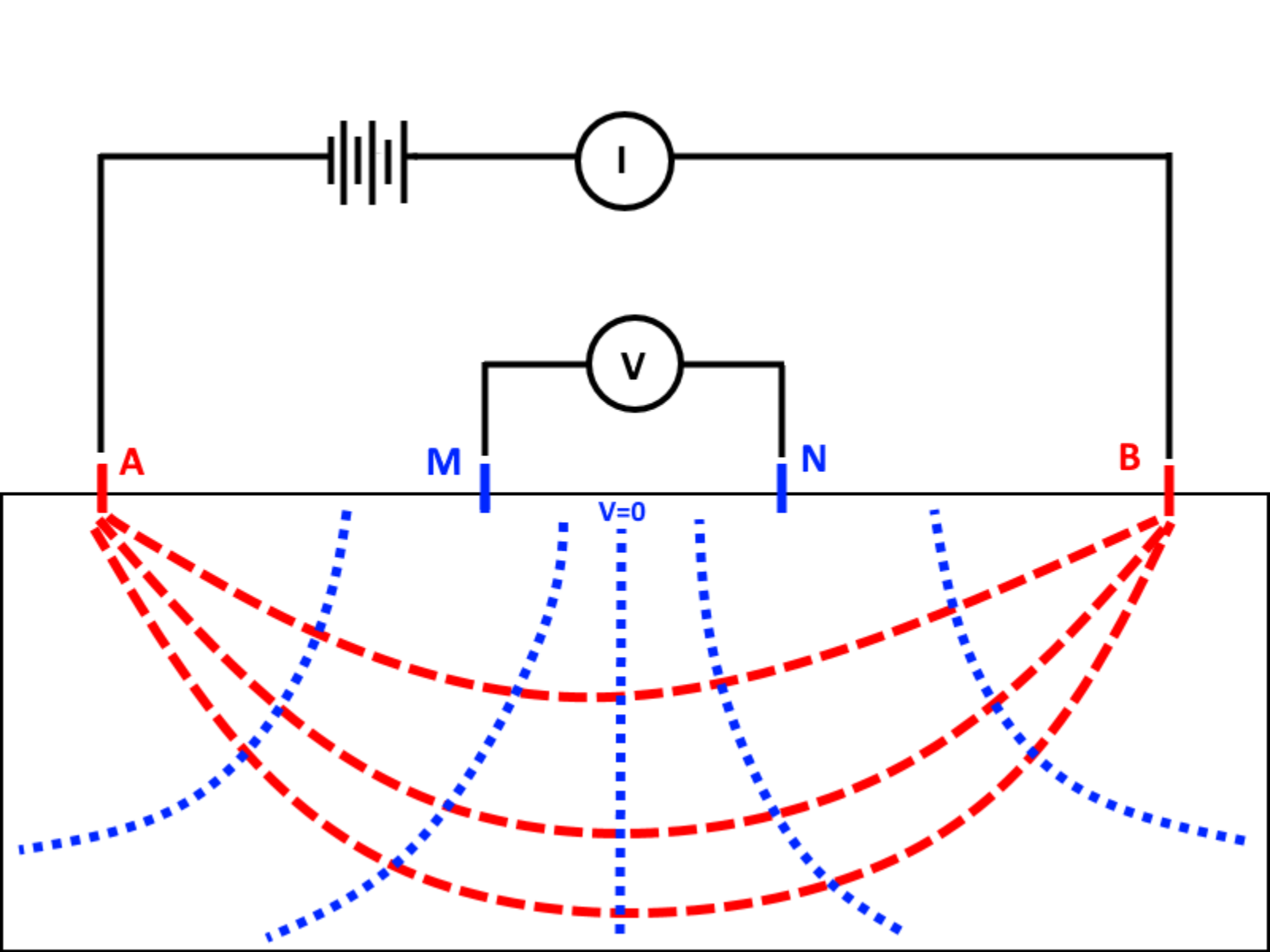
Ogólna zasada pomiaru w metodach elektrooporowych. Linie czerwone obrazują przepływ prądu, zaś linie niebieskie to linie jednakowego potencjału.

W metodach elektrooporowych używany jest prąd stały (lub prąd zmienny o na tyle niskiej częstotliwości żeby można było go uznać za stały), zatem spełnione jest prawo Ohma. Zgodnie z nim opór jaki stawia element obwodu elektrycznego można określić wzorem:
{\displaystyle R=\rho {\frac {l}{s}}} gdzie: {\displaystyle R} – opór stawiany przez materiał, {\displaystyle \rho } – oporność, będącą własnością materiału, {\displaystyle l} – długość przewodnika, {\displaystyle S} – pole powierzchni przez które przepływa prąd. Można zatem powiedzieć, że jeśli sześcian o boku 1m stawia opór 1Ω to jego oporność wynosi 1Ωm (Ohm·m, omometr). Stąd pomiar napięcia między dwoma punktami przez które przepływa prąd o znanym natężeniu daje informacje o oporze, a po uwzględnieniu jego geometrii również o oporności badanego ciała.

### Idea pomiaru
Do pomiaru w metodach elektrooporowych wykorzystuje się zestawy składające się z elektrod prądowych i potencjałowych. Przez elektrody prądowe (A,B) przepływa prąd generowany w urządzeniu sterującym zaś na elektrodach potencjałowych (M,N) mierzone jest napięcie. Znajomość odległości między nimi pozwala uzyskać wartość oporności w danym punkcie, która jest podstawą do dalszej interpretacji geologicznej. Zwiększanie odległości między elektrodami powoduje, że pole elektryczne rozchodzi się w większej jego części, a zatem też na większych głębokościach. Pozwala to uzyskać informacje o wgłębnej budowie ośrodka geologicznego.

### Układy pomiarowe
W zależności od celu badań stosuje się różne układy pomiarowe, czyli różne ułożenia elektrod prądowych i potencjałowych. Różnią się one czułością, rozdzielczością, zasięgiem głębokościowym, a także poziomem szumów (spowodowanym np. istnieniem potencjałów od sieci elektroenergetycznych). Wyróżnia się między innymi układy: Wennera, Schlumbergera, pole-pole, pole-dipole, dipole-dipole.

## Profilowania elektrooporowe
Profilowania elektrooporowe to metoda geoelektryczna w której przy stałym rozstawie (odległości i ułożeniu elektrod) przesuwa się układ pomiarowy wzdłuż linii profilu. Profilowania, w założeniu, dają informacje o ośrodku geologicznym na stałej głębokości, a więc można nimi wykryć pionowe zmiany w ośrodku geologicznym takie jak na przykład uskoki.

## Sondowania elektrooporowe

Animacja działania sondowań elektrooporowych. Opis w tekście.

Sondowania elektrooporowe to metoda geoelektryczna, w której punkt środkowy rozstawu nie zmienia się, a z każdym kolejnym pomiarem zwiększają się odległości między elektrodami. Powoduje to zwiększenie zasięgu głębokościowego, co pozwala na śledzenie pionowych zmian w ośrodku geologicznym, jak na przykład rozróżnienie pomiędzy kolejnymi warstwami ośrodka różniącymi się opornościami, wyznaczenie warstwy wodonośnej, czy podłoża skalnego dla gruntów.
Z prawej strony przedstawiono animację wykonywania pomiarów i wyników uzyskiwanych w sondowaniach elektrooporowych układem Schlumbergera (aby ją odtworzyć należy kliknąć w miniaturkę, a następnie w lupę). Czerwonym kolorem oznaczono elektrody prądowe (przepływa przez nie prąd), niebieskim potencjałowe (mierzone jest na nich napięcie). Rozszerzanie odległości AB (zwiększanie rozstawu) powoduje, że mierzony punkt przesuwa się w dół ośrodka geologicznego (czerwona kropka). Zmierzone wartości wykreślane są na wykresie u góry. Można zauważyć kolejno warstwę wysokooporowych piasków, piasków zawodnionych o niższej oporności i podłoże wapienne. Tak wykreślona krzywa sondowań będzie krzywą gładką nawet dla skokowych zmian ośrodka geologicznego. Aby uzyskać ostre granice należy uzyskane punkty poddać procedurze inwersji.

## Tomografia elektrooporowa (ERT)

Animacja działania tomografii elektrooporowej. Najpierw przy zachowaniu stałego, najmniejszego rozstawu (kolor czerwony) mierzone są punkty wzdłuż całej linii profilu. Następnie rozstaw zwiększa się (kolor niebieski) i procedura jest powtarzana dla większych głębokości. Na koniec największy rozstaw (kolor zielony) wykonuje pomiar wzdłuż całej linii profilu o największym zasięgu głębokościowym.

Tomografia elektrooporowa (ang. Electrical Resistivity Tomography) to metoda łącząca w sobie mechanizm profilowań i sondowań. Najpierw ustala się początkowy rozstaw elektrod i ze stałym rozstawem dokonuje się pomiarów wzdłuż linii całego profilu. Następnie rozstaw jest zwiększany a procedura przesuwania wzdłuż linii profilu powtarzana. Pozwala to uzyskać wielokrotnie więcej punktów pomiarowych niż dla metod sondowań i profilowań, co wierniej oddaje budowę geologiczną badanego ośrodka. Tomografię elektrooporową najczęściej stosuje się w wariancie dwuwymiarowym – otrzymuje się wtedy jeden zmienność oporności z głębokością i wzdłuż profilu. Można jednak wykonać ją również w wariancie trójwymiarowym – używając wielu profili w różnych kierunkach lub siatki elektrod otrzymuje się trójwymiarowy model geoelektryczny ośrodka. Inwersja trójwymiarowa daje lepsze efekty dla skomplikowanej budowy geologicznej, jej wykonanie jest jednak bardziej pracochłonne.

## Inwersja w metodach elektrooporowych
W przypadku ośrodka warstwowanego potencjał mierzony na powierzchni nie mówi wprost o oporności na teoretycznie mierzonej głębokości. Stąd wielkość uzyskaną w trakcie akwizycji (pomiarów) nazywamy opornością pozorną. W celu uzyskania obrazu budowy geologicznej zbliżonej do rzeczywistej wykorzystuje się inwersję, co skutkuje uzyskaniem oporności wyinterpretowanej.

## W archeologii
W badaniach archeologicznych metoda elektrooporowa pozwala uwidaczniać obiekty ukryte warstwą ziemi. Jest pierwszą z zastosowanych w archeologii metod geofizycznych. Nie niszczy stanowiska archeologicznego i zaliczana jest do metod niedestrukcyjnych w archeologii.
Obserwowany opór elektryczny zależny jest m.in. od rodzaju gleby, wilgotności terenu i obecności obiektów archeologicznych.

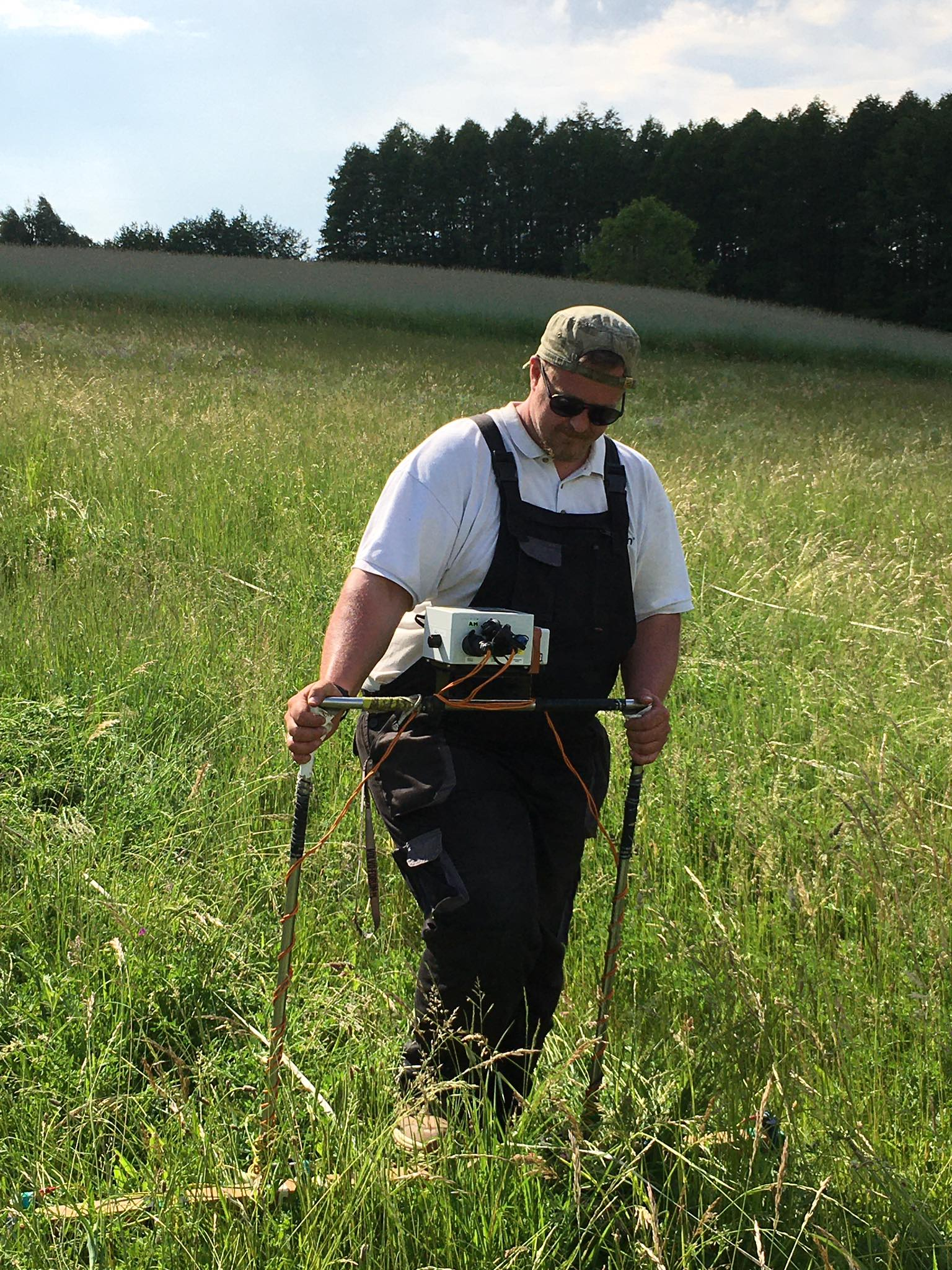
Badania przy pomocy metody elektrooporowej w Haćkach na Podlasiu w czerwcu 2021

### Prowadzenie badań
Pomiar rezystancji gruntu odbywa się układem Wennera (w wariancie profilowania elektrooporowego). Pierwotnie przyrządy do badań archeologicznych metodą elektrooporową składały się z zespołu elektrod, źródła prądu i miernika elektrycznego. Zespół elektrod to listwa z materiału izolacyjnego, w której zamocowane są cztery elektrody w postaci zaostrzonych kołków stalowych lub mosiężnych średnicy około 10 mm i długości kilkunastu centymetrów. Elektrody rozmieszczone są w równych odległościach od siebie. Zasięg pomiaru w głąb ziemi zależy od odległości między skrajnymi elektrodami i wynosi około 1/4 tej odległości. Im większa odległość, tym większy zasięg. Do elektrod zewnętrznych (prądowych) podłączone jest źródło prądu elektrycznego, do wewnętrznych (napięciowych) woltomierz. Metoda ta uśrednia rzeczywistą rezystancję gruntu w obszarze od powierzchni do głębokości, która zależy od rozstawu elektrod zewnętrznych.
Pomiar rozpoczynał się od wyznaczenia na badanym terenie siatki o oczkach kwadratowych o boku około jednego metra. Następnie w każdym węźle siatki należało wbić w ziemię zespół elektrod i zmierzyć wartość rezystancji. Wynik pomiaru zanotować. Po zakończeniu pomiarów na mapce badanego terenu zaznaczało się (zwykle różnymi kolorami) obszary o jednakowej rezystancji. Pomiar tą metodą, przed zastosowaniem urządzeń komputerowych, był niezwykle pracochłonny ze względu na konieczność wyznaczenia w terenie siatki i dużej liczby pomiarów. Na jednym stanowisku wykonuje się zwykle kilka serii pomiarów na różnych głębokościach.
Współczesne przyrządy do badań tą metodą bardzo upraszczają czynności pomiarowe. Rola operatora przyrządu pomiarowego ogranicza się tylko do wbijania zespołu elektrod mniej więcej w równych odległościach. Nie jest konieczne wyznaczanie siatki, ponieważ urządzenie samoczynnie zaznacza na mapie położenie punktu pomiarowego, samoczynnie również dokonuje pomiaru rezystancji gruntu i zapamiętuje te wyniki, a po zakończeniu serii pomiarów wykreśla na mapie wyniki w postaci graficznej, które znacznie ułatwiają ich interpretację.
Jeśli w ziemi znajduje się obiekt oporności większej niż otoczenie to jest to tzw. anomalia dodatnia, jeśli mniejszej to anomalia ujemna. Anomalia dodatnia oznaczać może istnienie pod ziemią kamiennych murów, fundamentów lub pustej przestrzeni, ujemna może wskazywać na istnienie pod ziemią jam lub np. fos, na których dnach zebrała się warstwa osadów, albo na pogorzelisko lub pozostałości ognisk.
Wiarygodność uzyskanych wyników zależy przede wszystkim od doświadczenia osoby dokonującej pomiaru i od zagęszczenia punktów pomiarowych.
Do badań w pomieszczeniach zamkniętych stosuje się elektrody powierzchniowe, które dają mniejszą dokładność pomiarów, ale nie wymagają wbijania w podłoże.

### Zalety i wady
- Możliwość prowadzenia badań w pomieszczeniach zamkniętych.
- Jest to metoda pracochłonna, wymaga dużej liczby pomiarów.
- Zmniejszanie się wiarygodności wyników wraz ze wzrostem wilgotności badanego stanowiska. Niezalecane jest prowadzenie badań w czasie deszczu lub niedługo po nim. Aby osiągnąć prawidłowe wyniki należy dostosować się do pory roku i warunków klimatycznych na danym terenie.
- W przypadku natrafienia na warstwę o dużej oporności blisko powierzchni ziemi, nie jest możliwe uzyskanie wyników dotyczących warstw znajdujących się głębiej.
- Uzyskiwane wyniki mogą być zakłócane przez kable sieci elektrycznej, telefonicznej, kanalizacje itp.

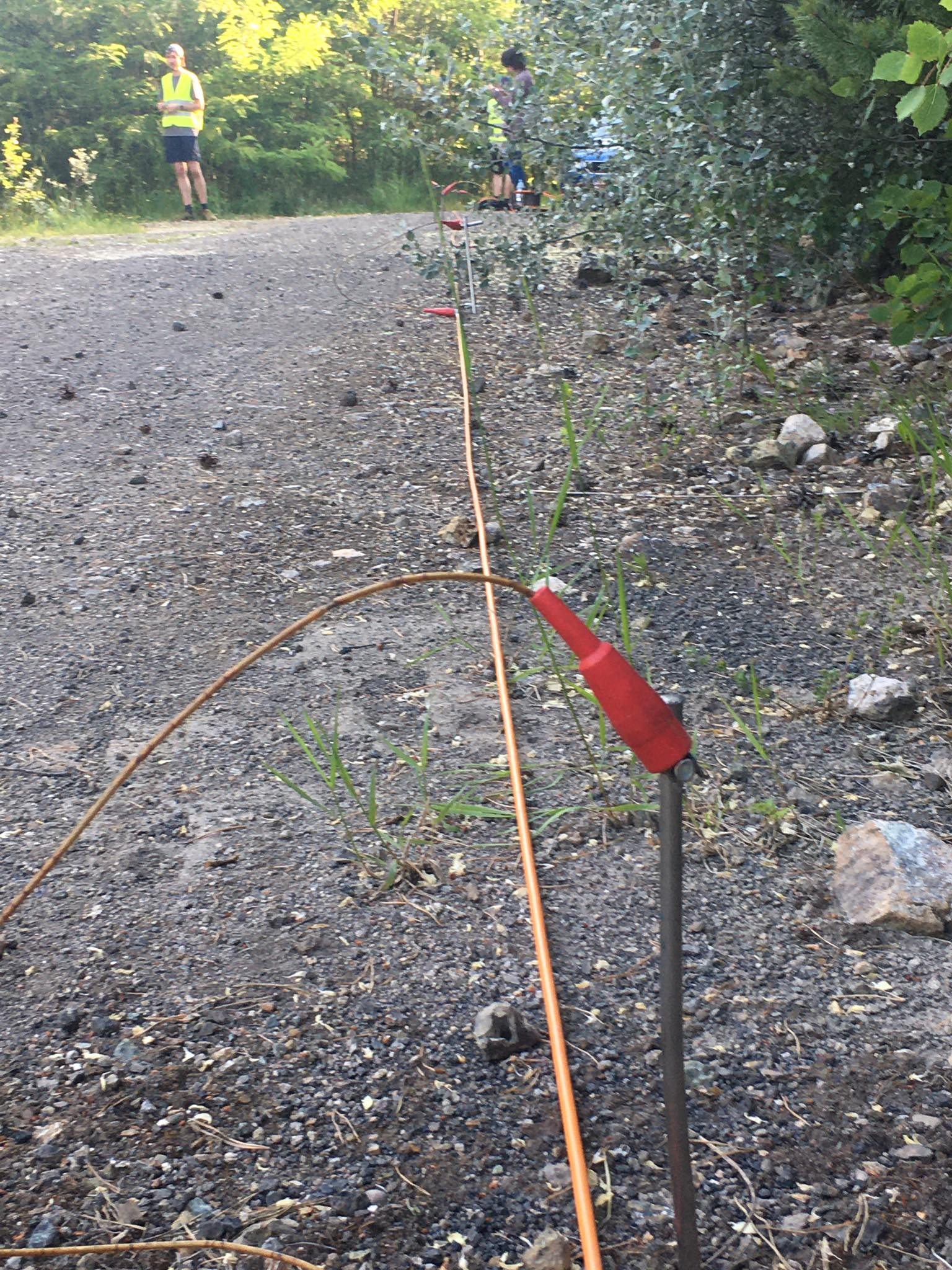
Badania metodą ERT na terenie dawnej kopalni w Szklarach w czerwcu 2021